# Francis Pelham (7e comte de Chichester)
Francis Godolphin Henry Pelham, 7e comte de Chichester (23 mars 1905 - 22 novembre 1926), titré Lord Pelham de 1905 à 1926, est un pair héréditaire britannique.

## Biographie

### Jeunesse
Francis Pelham est le fils de Jocelyn Pelham, 6e comte de Chichester et de Ruth Buxton.
Il fait ses études au Collège d'Eton et à Trinity College.

### Vie adulte
Il occupe l'un des mandats les plus courts d'un comté jamais enregistré, survivant à son père Jocelyn Pelham, 6e comte de Chichester de seulement 9 jours puis meurt une une pneumonie,. Il est remplacé par son jeune frère John Pelham, 8e comte de Chichester, alors âgé de 14 ans.

#### Chambre des lords
Il succède à son père, Jocelyn Pelham, 6e comte de Chichester à la Chambre des lords. Il ne semble pas avoir siégé ni prit part aux débats.

## Famille
Il ne s'est jamais marié et n'a jamais eu d'enfants.